# Первомайский район (Владивосток)

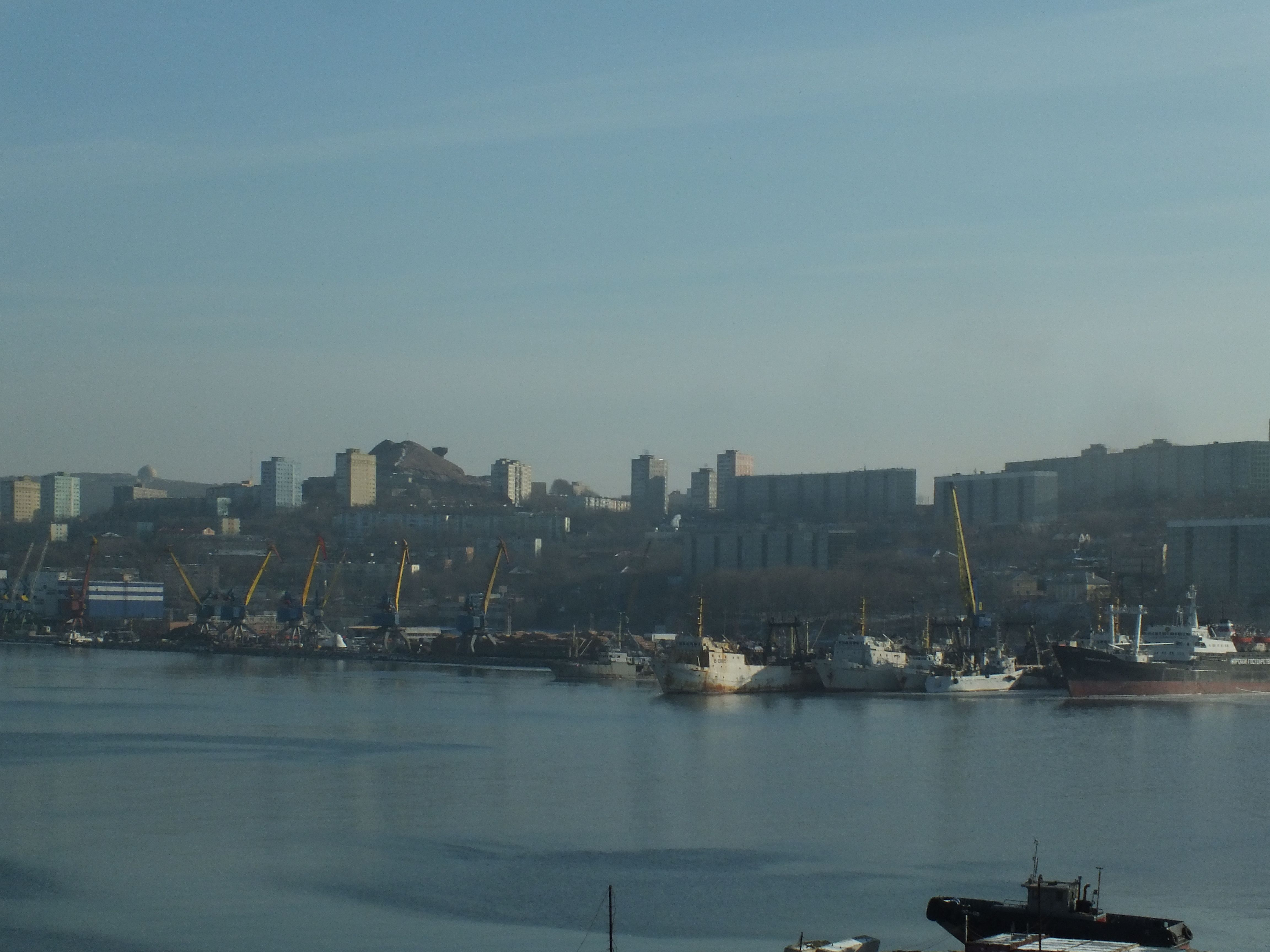
Вид на Первомайский район

Первома́йский райо́н — один из пяти районов города Владивостока, к югу от бухты Золотой Рог.
Первомайский район считается «спальным» районом Владивостока. В августе 2012 года мост через бухту Золотой Рог связал Первомайский район с центром города. В Первомайском районе города Владивостока есть несколько пляжей: бухта Патрокл, Улисс, бухта Тихая.

## История
В декабре 1860 года в бухте Золотой Рог начались первые гидрографические работы и съемка-опись его берегов. Этими работами руководил старший штурман корпуса флотских штурманов подпоручик Павел Филиппович Чуркин. В 1861 году работы были закончены и Чуркин подготовил первую рукописную карту Золотой Рог и её берегов. Так появились первые названия в районе — берег и мыс Чуркина.
Город застраивался в северной своей части, а южный район оставался слабозаселённым. Только в 1890-х годах власти уделяют должное внимание этим местам. Городские власти отводят место под Морское кладбище, участки земли горнопромышленному товариществу для устройства угольных складов, строится паровая мельница. В 1895 году в связи с обострением русско-японских отношений разработан план укрепления города, который предусматривал строительство ряда береговых батарей на мысе Голдобина.
Начало XX века ознаменовано подъёмом революционного движения по всей России. Революционный подъём России нарастал с огромной силой, докатившись до Владивостока. Наиболее активными были выступления рабочих и солдат, охватившие почти все войска, находившиеся во Владивостоке и его окрестностях. В бухте Диомид восстали 1-я и 2-я крепостные роты. Власти города и комендант крепости бросил все силы на подавление разрастающегося восстания, начались репрессии, восстание, казалось, шло на убыль. Администрация Владивостокского порта, опасаясь революционных выступлений рабочих, вынуждена была объявить о праздновании 1 мая и отменить работу. 31 мая 1907 года солдаты первой роты минного батальона, находившейся в бухте Диомид, после вечерней поверки потребовали улучшения пищевого довольствия и замены изношенного обмундирования и до удовлетворения этих требований отказались нести службу. Волнения минеров было подавленно и 132 человека привлечено к суду. Остальные роты минного батальона были разоружены и летом 1907 года находились под охраной. Когда в городе узнали, что над минерами 17 октября состоится суд и им угрожает расстрел, солдаты и матросы крепости выступили против действия властей. 16 октября 1907 года в бухте Диомид началось стихийное вооруженное выступление минеров в защиту арестованных. Восставших поддерживали рабочие порта. В это время на миноносцах «Бодрый», «Скорый» и «Тревожный» восстали матросы, над кораблями были подняты красные флаги. Миноносец «Скорый» вступил в бой с отрядом кораблей на рейде бухты Золотой Рог. Во время боя восставший корабль был повреждён, вся команда, в том числе и руководители восстания, погибли, и корабль выбросился на берег. Восстания было подавленно. С его участниками жестоко расправились. В бухте Улисс 24 ноября 1907 года были расстреляны 16 минёров, а бухте Тихой — 19 матросов. После подавления восстания Владивосток был на осадном положении. В 1911 году из Чемульпо во Владивосток был перевезен прах героев «Варяга» и «Корейца» и захоронен на Морском кладбище С ростом промышленности и судоремонта, особенно в годы первой мировой войны, южный берег бухты вдоль побережья начинает усиленно осваиваться. Здесь появляется своя рабочая слободка, начало которой было положено строительством восьми бараков. Начинается строительство порта и деревянных пристаней на мысе Чуркин. Наибольшее развитие этот район Владивостока получил после установления советской власти на Дальнем Востоке. Среди крупных рыбных промыслов первых лет Советской власти был рыбный промысел на Острове Попова.
В августе 1923 года Приморье посетил всероссийский староста Михаил Иванович Калинин. Ознакомившись на месте с положением дел, Калинин дал необходимые советы и указания[какие?] по укреплению советской власти на берегах Тихого океана. В честь приезда во Владивосток М. И. Калинина улица на мысе Чуркина, образовавшаяся в 1914 году, проходившая вдоль побережья бухты Золотой Рог, названа Калининской.
4 января 1936 года ЦК ВКП(б) приняло постановление «Об организации городских районов в городе Владивостоке». По решению ЦК и крайкома ВКП(б) во Владивостоке создаются три райкома: Фрунзенский, Ленинский и Ворошиловский райком. 29 ноября 1957 года в честь проведения на территории района первой на Дальнем Востоке маёвки Указом Президиума Верховного Совета РСФСР Ворошиловский район переименован в Первомайский
В 1970—1972 гг. первым секретарём райкома партии был Леонид Васильевич Шарин.
Ранее (с 1948 года) району были подчинены ныне входящие в состав Владивостокского городского округа два сельских населённых пункта — посёлки Попова и Рейнеке, расположенные на островах Попова и Рейнеке соответственно. В 2021 году они были переподчинены административно-территориальному управлению островных территорий администрации города Владивостока.

## Население
| 1939     | 1959     | 1970     | 1979     | 1989     | 2002     | 2009     |
| -------- | -------- | -------- | -------- | -------- | -------- | -------- |
| 38 909   | ↗57 925  | ↗89 513  | ↗150 880 | ↗164 071 | ↘153 051 | ↗154 375 |
| 2010     | 2012     | 2013     | 2014     | 2015     | 2016     | 2017     |
| ↘153 351 | ↘153 283 | ↘152 496 | ↗152 557 | ↗153 193 | ↗153 895 | ↗154 258 |
| 2018     | 2019     | 2020     | 2021     | 2023     | 2024     |          |
| ↗155 072 | ↗155 340 | ↗155 943 | ↘154 750 | ↘153 618 | ↘153 358 |          |

В 2015 году зарегистрировано 3886 актов о рождении, рождаемость составила - 25,37‰

## Инфраструктура
В сфере образования действуют Дальневосточный энергетический техникум; Морской колледж МГУ; 2 профессионально-технических училища; Колледж сервиса и дизайна; 1 лицей; 15 муниципальных школ; 29 детских садов. Через северную часть района проходит трамвайная линия. В районе бухты Тихой функционирует кинотеатр «Галактика» (не работает с 23 мая 2022 года). Есть кинотеатры в торговых центрах "Черёмушки" "Калина Молл" .В районе находится крупнейший торговый центр Приморского края "Калина Молл"

## Предприятия

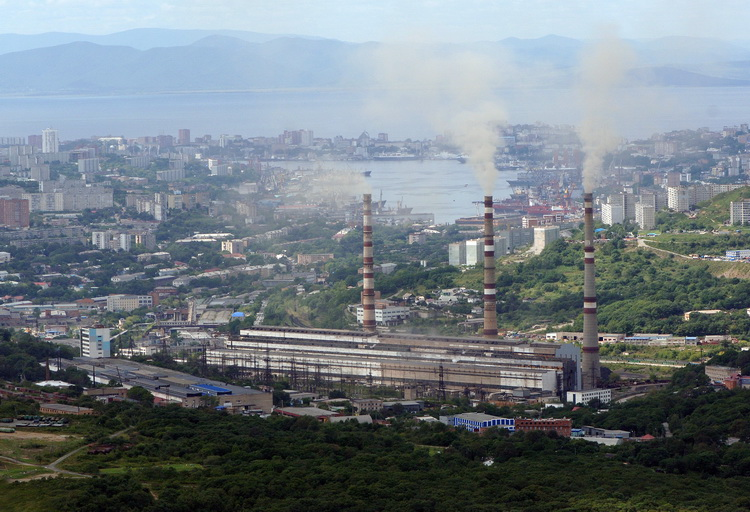
Владивостокская ТЭЦ-2

В 1923 году образовано акционерное общество «Дальморепродукт» с участием государственного и частного капитала.
За трамвайным кольцом высятся корпуса и трубы ТЭЦ-2. С вводом её в эксплуатацию в городе были ликвидированы десятки мелких котельных. В ноябре 1975 года Владивостокская ТЭЦ-2 вошла в число крупнейших теплоцентралей страны.
Сейчас ТЭЦ-2 обеспечивает теплом и горячей водой значительную часть города. Частично переведена на газ.
Напротив здания ТЭЦ-2 располагался фарфоровый завод. Его строительство было начато в 1967 году. В канун XXIV съезда КПСС — 25 марта 1971 года он был сдан в эксплуатацию, а уже 27 марта выпустил первую продукцию.
В районе расположено крупное судостроительное предприятие Восточная верфь (до 1994 г. - Владивостокский судостроительный завод).

## Географическое положение
Первомайский район граничит:
- с Ленинским районом по реке Объяснения;
- с Фрунзенским районом через бухту Золотой Рог.